# Anablepsoides gaucheri
Anablepsoides gaucheri är en fiskart som beskrevs av Keith, Nandrin och Le Bail 2006. Arten ingår i släktet Anablepsoides, och familjen Rivulidae. Inga underarter finns listade i Catalogue of Life.